# Moorilla Hobart International 2009
Il  Moorilla Hobart International 2009 è stato un torneo di tennis giocato sul cemento.
È stata la 16ª edizione del Moorilla Hobart International, che fa parte della categoria International nell'ambito del WTA Tour 2009.
Si è giocato a Hobart in Australia, dal 12 al 18 gennaio 2009.

## Campioni

### Singolare
Petra Kvitová ha battuto in finale  Iveta Benešová con il punteggio di 7–5, 6–1

### Doppio
Gisela Dulko /  Flavia Pennetta hanno battuto in finale
 Al'ona Bondarenko /  Kateryna Bondarenko con il punteggio di 6–2, 7–6(4)